# デビッド・ハーンドン
ケネス・デビッド・ハーンドン（Kenneth David Herndon、1985年9月4日 - ）は、アメリカ合衆国フロリダ州パナマ市出身のプロ野球選手（投手）。右投右打。独立リーグ・アメリカン・アソシエーションのスーシティ・エクスプローラーズに所属。

## 経歴

### プロ入り前
2004年のMLBドラフト38巡目（全体1135位）でカンザスシティ・ロイヤルズから指名されるも契約せず。
2005年のMLBドラフト23巡目（全体705位）でミネソタ・ツインズから指名されるも契約せず。

### エンゼルス傘下時代
2006年のMLBドラフト5巡目（全体162位）でロサンゼルス・エンゼルス・オブ・アナハイムから指名され、6月8日に入団。ルーキー級のオレム・オウルズでプレー。
2007年はA級のシーダーラピッズ・カーネルズでプレー。
2008年はA+級のランチョクカモンガ・クエークスでプレー。
2009年はAA級のアーカンソー・トラベラーズでプレー。

### フィリーズ時代
2009年オフのルール・ファイブ・ドラフトでフィラデルフィア・フィリーズが獲得した。
2010年はスプリングトレーニングに参加。開幕ロースターにも選出され、4月5日のワシントン・ナショナルズ戦で4番手で登板し、最終回を投げ被安打2、1奪三振でメジャーデビューを果たした。4月25日のアリゾナ・ダイヤモンドバックス戦で同点の8回裏から登板したが1回を投げ4被安打2失点1四球で初黒星を喫した。47試合を投げ1勝3敗。
2011年はメジャーで開幕を迎えたが、5月4日にAAA級のリーハイバレー・アイアンピッグスに降格。5月27日に再びメジャーへ昇格した。9月28日のアトランタ・ブレーブス戦では1点リードの13回裏から登板し、1回を投げ無安打1奪三振1四球で自身メジャー初セーブを挙げた。45試合を投げ1勝4敗1セーブ。
2012年は4月29日のシカゴ・カブス戦を最後に右肘の怪我で登板はなく、6月19日にトミー・ジョン手術を受け、残りのシーズンをリハビリに費やした。この年は5試合を投げ0勝1敗だった。

### フィリーズ退団後
2012年10月23日にウェーバー公示され、トロント・ブルージェイズに移籍。10月31日にDFAとなった。11月6日に再びウェーバー公示され、ニューヨーク・ヤンキースに移籍。11月20日にAAA降格を提示したためFAを選択したが、再び契約に合意した。
2013年はルーキー級ガルフ・コーストリーグ・ヤンキース2で3試合に登板し、7月にA+級タンパ・ヤンキースへ昇格。7月下旬にAA級のトレントン・サンダーへ昇格し、8月からAAA級スクラントン・ウィルクスバリ・レイルライダースでプレー。AAA級では6試合に登板し1勝0敗、防御率1.74だった。
2014年は4月に右ひじの炎症で故障者リスト入りし、そのままシーズンを終える。
2015年2月13日にミルウォーキー・ブルワーズとマイナー契約を結ぶが、3月30日に解雇となる。6月24日に独立リーグ・アメリカン・アソシエーションのスーシティ・エクスプローラーズと契約。

## 年度別投手成績
| 年 度    | 球 団    | 登 板 | 先 発 | 完 投 | 完 封 | 無 四 球 | 勝 利 | 敗 戦 | セ 丨 ブ | ホ 丨 ル ド | 勝 率 | 打 者 | 投 球 回 | 被 安 打 | 被 本 塁 打 | 与 四 球 | 敬 遠 | 与 死 球 | 奪 三 振 | 暴 投 | ボ 丨 ク | 失 点 | 自 責 点 | 防 御 率 | W H I P |
| -------- | -------- | ----- | ----- | ----- | ----- | -------- | ----- | ----- | -------- | ----------- | ----- | ----- | -------- | -------- | ----------- | -------- | ----- | -------- | -------- | ----- | -------- | ----- | -------- | -------- | ------- |
| 2010     | PHI      | 47    | 0     | 0     | 0     | 0        | 1     | 3     | 0        | 0           | .250  | 232   | 52.1     | 67       | 2           | 17       | 4     | 2        | 29       | 1     | 0        | 27    | 25       | 4.30     | 1.605   |
| 2011     | PHI      | 45    | 0     | 0     | 0     | 0        | 1     | 4     | 1        | 0           | .200  | 243   | 57.1     | 54       | 9           | 24       | 7     | 2        | 39       | 3     | 0        | 26    | 21       | 3.32     | 1.368   |
| 2012     | PHI      | 5     | 0     | 0     | 0     | 0        | 0     | 1     | 0        | 0           | .000  | 33    | 7.2      | 10       | 1           | 1        | 0     | 0        | 8        | 0     | 0        | 4     | 4        | 4.70     | 1.435   |
| MLB：3年 | MLB：3年 | 97    | 0     | 0     | 0     | 0        | 2     | 8     | 1        | 0           | .200  | 508   | 117.0    | 131      | 12          | 42       | 11    | 4        | 76       | 4     | 0        | 57    | 50       | 3.85     | 1.479   |